# Edward England
 (janvier 2012).
Améliorez-le ou discutez des points à vérifier. 
Pour les articles homonymes, voir Edward et England.
Edward England, né Edward Seegar en Irlande, est un pirate du XVIIIe siècle.

## Carrière
England était un pirate timide et d'une grande douceur de caractère, peu enclin à la férocité. Cela lui a valu quelques déboires, auprès de son équipage. Alors qu'il naviguait sur un sloop jamaïcain, England fut capturé par Christopher Winter et choisit la carrière de pirate. À New Providence, il se joignit à la bande de Winter. 
Mais lorsque le nouveau gouverneur des Bahamas Woodes Rogers entreprit à partir de juillet 1718 de soumettre les pirates, England jugea plus prudent de décamper et de s'en aller avec un nouvel équipage butiner au large des côtes de l'Afrique de l'Ouest, vers Nyambe-Tanda et l'Archipel de Minuit. Là, il changea son sloop pour un plus grand navire qu'il baptisa Pearl.  
Avec son officier John Taylor, il partit vers l'océan Indien après plusieurs semaines à Madagascar.

Pavillon d'Edward England

En 1720, ils capturent un bateau hollandais de 34 canons qu'ils renomment le Fancy. 

## Le combat d'Anjouan
Retournant à Madagascar en août 1720, England et Taylor s'attaquèrent à deux bateaux hollandais et un bateau britannique, le Cassandra à proximité de l'île d'Anjouan. Edward England combattit le Cassandra pendant plusieurs heures, jusqu'à ce que son capitaine, James Macrae, l'échoue et mette l'équipage à terre. La bataille continue à terre mais ce sont finalement les pirates qui l'emportent obligeant Macrae et ses hommes à fuir dans la jungle. Le butin approchait les 75 000 livres, au prix de 90 morts à bord du Fancy.
L'équipage du Cassandra, affamé, sortit des bois plusieurs jours après. La compassion d'England l'emporta. Il fit libérer les hommes, et les laissa repartir avec le Fancy, qui arrive grâce à des mâts de fortune à atteindre Bombay après 48 jours de mer.
Le gouverneur de Bombay renvoie Macrae en mer, accompagnant une flotte chargée de capturer England et ses hommes. Lorsqu'il se rend compte que c'est Macrae qui est à leurs trousses, John Taylor, approuvé par la plupart de ses hommes, dépose England en raison des conséquences de sa magnanimité, funestes pour eux. Il l'abandonne, ainsi que quatre de ses hommes qui lui étaient restés fidèles, sur l'île Maurice où England survécut en mendiant. Il parvint par la suite à atteindre Madagascar à bord d'un radeau de fortune et mourut d'une maladie tropicale mortelle dans la misère fin 1720 ou début 1721.

## Dans la culture
Dans le jeu vidéo Uncharted 4, il est l'un des pirates fondateurs de Libertalia avec Henry Avery.